# Orovada
Orovada – jednostka osadnicza w Stanach Zjednoczonych, w stanie Nevada, w hrabstwie Humboldt.
Nazwa jest połączeniem hiszp. oro (złoto) oraz Nevada. 
Pierwsza stała osada powstała w 1918 roku. 